# Planta aromàtica

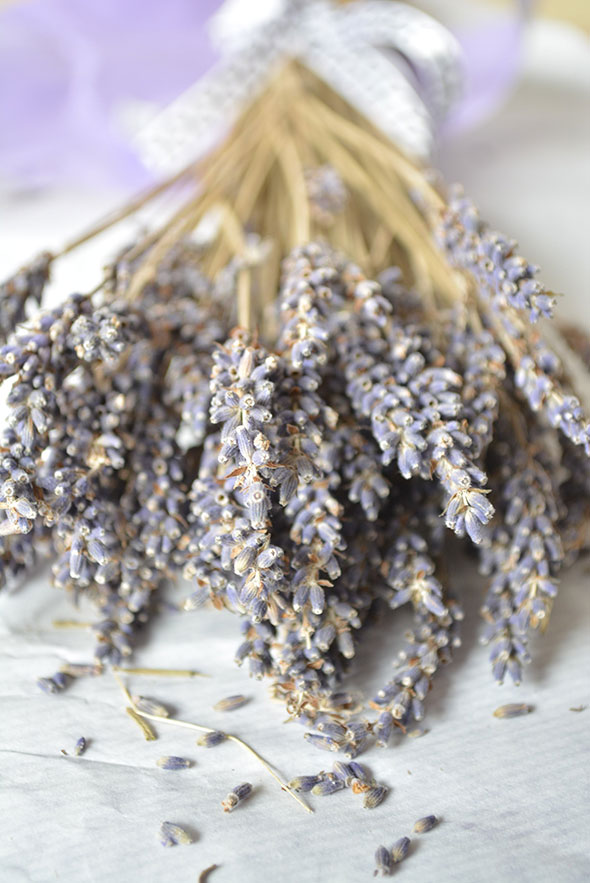
Ramells d'espígol per a perfumar els armaris

Les plantes aromàtiques són un aplec de plantes utilitzades en cuina i fitoteràpia per les aromes que desprenen, i els seus olis essencials que se'n poden extreure. Aquestes plantes aromàtiques es cultiven segons sigui necessari per a les seves fulles, tiges, bulbs, arrels, llavors, flors, escorça, etc.
Les aromes que desprenen resulten de la secreció de compostos orgànics volàtils sintetitzats en cèl·lules situades a l'aparell vegetatiu d'aquestes plantes (quan es segreguen en les flors, llavors es parla de planta perfumera).

## Definicions

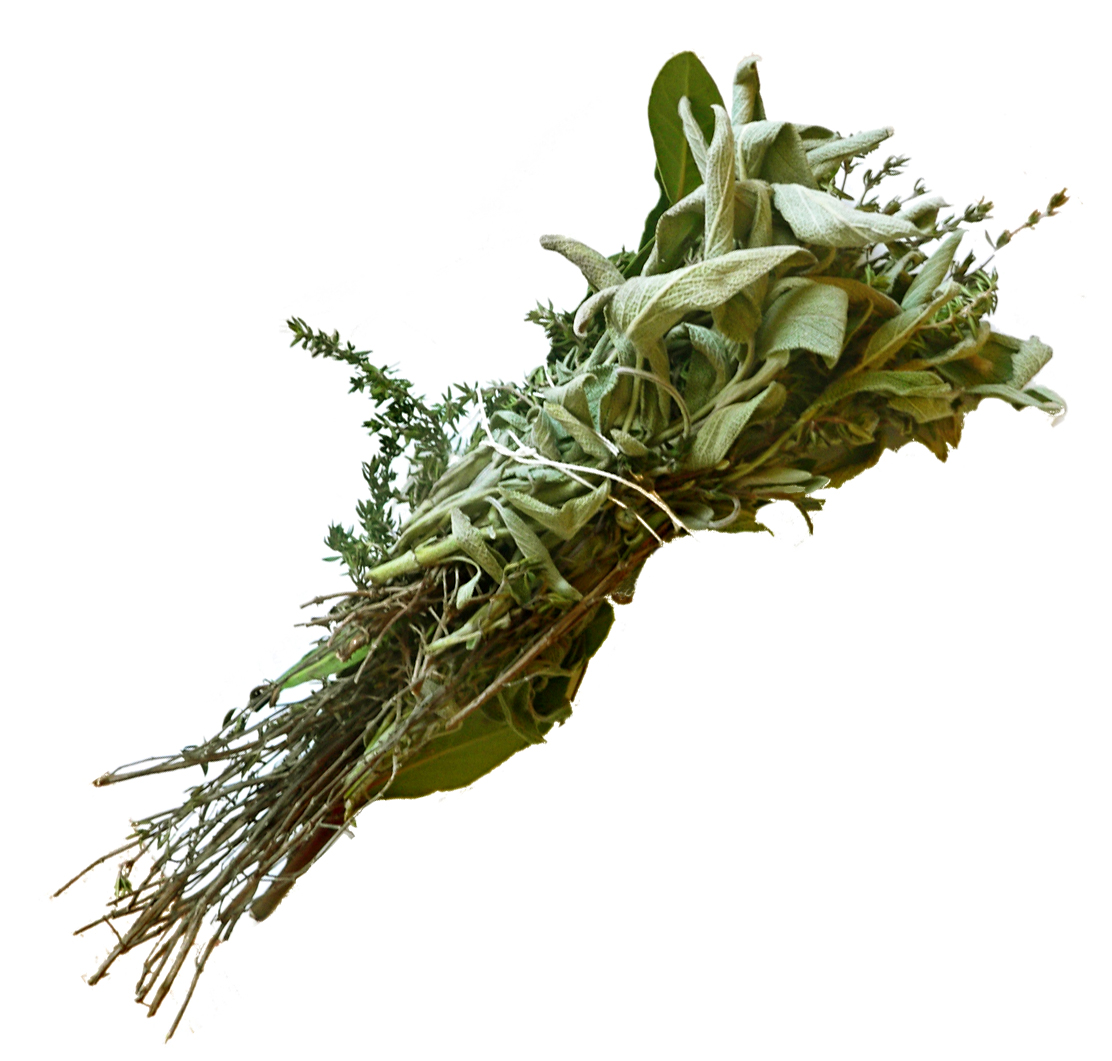
Plantes aromàtiques que formen un « bouquet garni » per a ús culinari

Les plantes aromàtiques inclouen les plantes utilitzades com a espècies, aromàtiques o condiments, de vegades combinades en mescles aromàtiques. La distinció entre aquests tres grups és confusa i depèn sobretot de l'ús que farem de la planta.
Si se segueix la terminologia anglesa, les plantes aromàtiques es poden dividir en spices "espècies", plantes les parts de les quals no tenen clorofil·la, i « herbes », aquelles de les quals s'utilitzen les parts verdes.
La paraula condiment prové del llatí condimentarius, « relatiu als condiments ».
Les herbes aromàtiques són plantes que es conreen en horts o en hortes a gran escala per les seves qualitats aromàtiques, condimentàries o medicinals. L'expressió « fines herbes » es pot aplicar a totes les herbes aromàtiques, però més particularment designa una barreja de quatre: cibulet, cerfull, julivert i estragó o pimpinella.

## Tipus de plantes
Les plantes aromàtiques tenen una gran varietat d'orígens, tan geogràficament com botànicament.
Moltes plantes requereixen condicions específiques d'humitat o temperatura per a oferir totes les seves propietats. Així, la composició dels olis essencials de timó varia significativament segons les condicions i el lloc de cultivament.
Algunes són plantes herbàcies les tiges i fulles de les quals es poden menjar. Altres són plantes llenyoses que poden ser arbustives, com l'espígol cultivat principalment per les seves flors, o fins i tot arbres autèntics, com el llorer i l'arbre de fulla de curri del qual es cull el fullatge, o fins i tot la canyella de Ceilan que es recerca per la seva escorça.
Algunes són plantes perennes, altres són biennals o anuals, o es cultiven com a tals.

### Herbes fines
Les seves tiges tendres permeten de consumir tota la part aèria com a condiment, fresc o deshidratat, fet que els ha valgut el nom de « Fines herbes, però també es cullen les seves parts subterrànies, les flors o les llavors, segons l'ús.
Principalment pertanyen a tres famílies botàniques :
- Alliaceae : all, ceba, Ceba d'hivern, cibulet, escalunya...
- Apiaceae : angèlica, comí, cerfull, fonoll, alcaravia, julivert...
- Lamiaceae : bàlsam de llimona, menta, alfàbega...

Algunes herbes fines
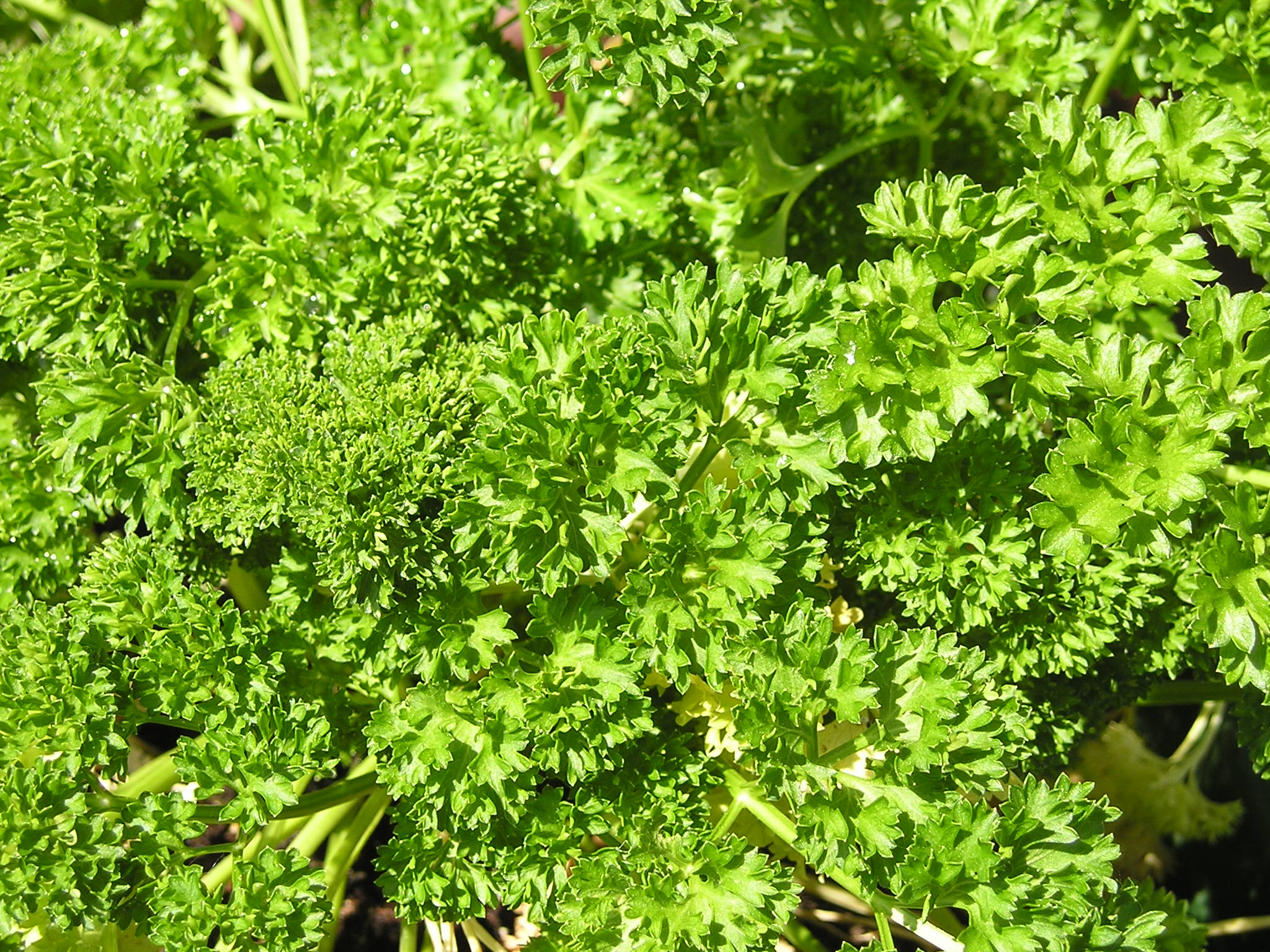
Julivert (Petroselinum crispum)
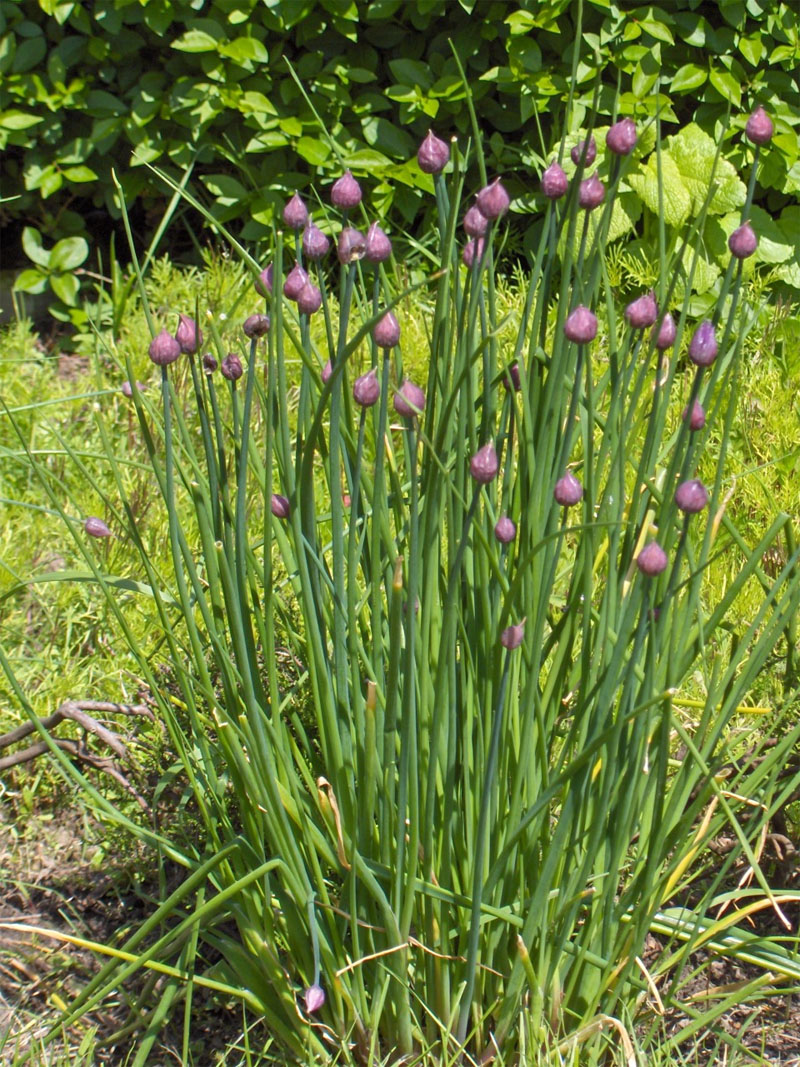
Cibulet (Allium schoenoprasum)
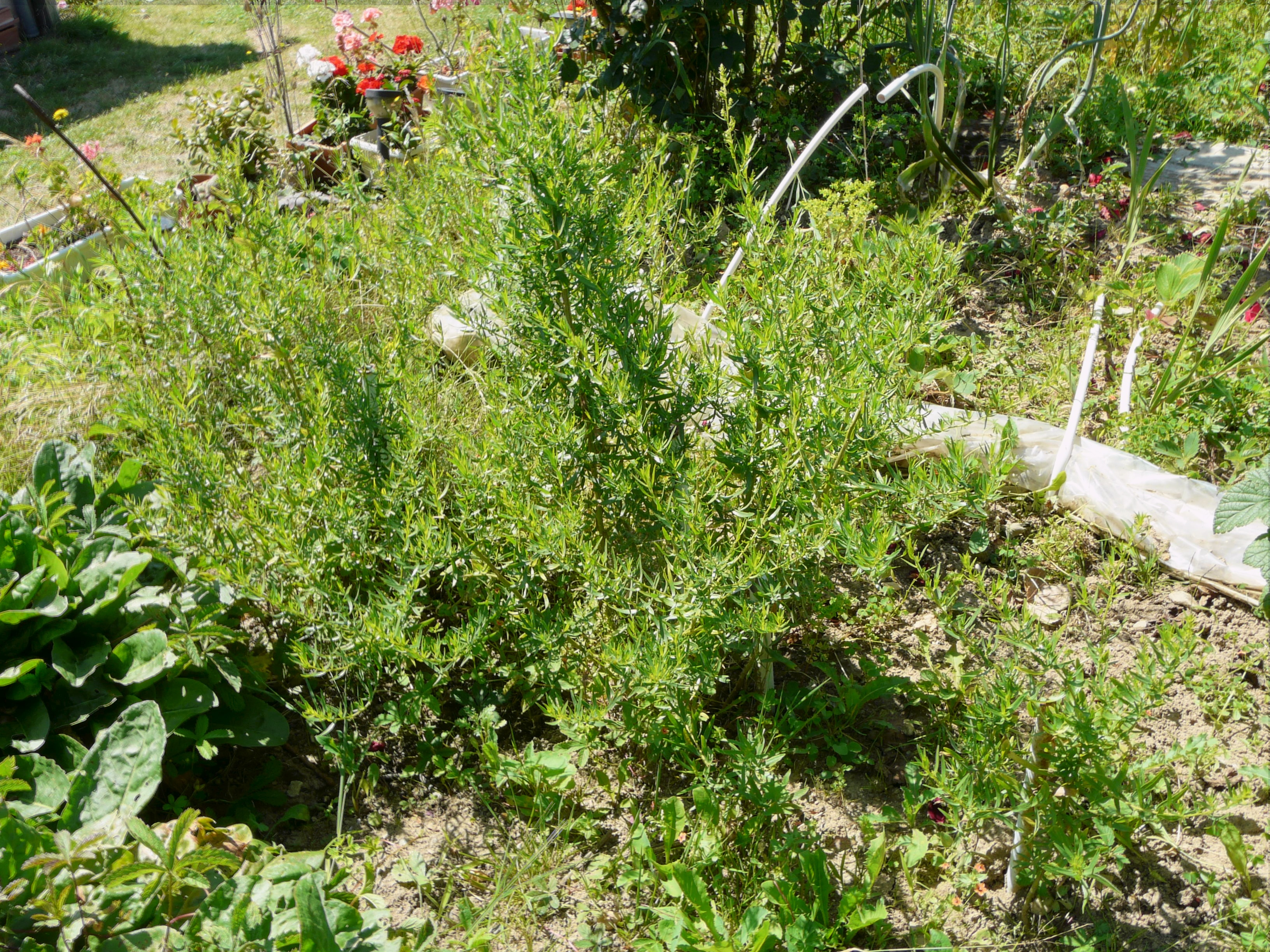
Estragó (Artemisia dracunculus)
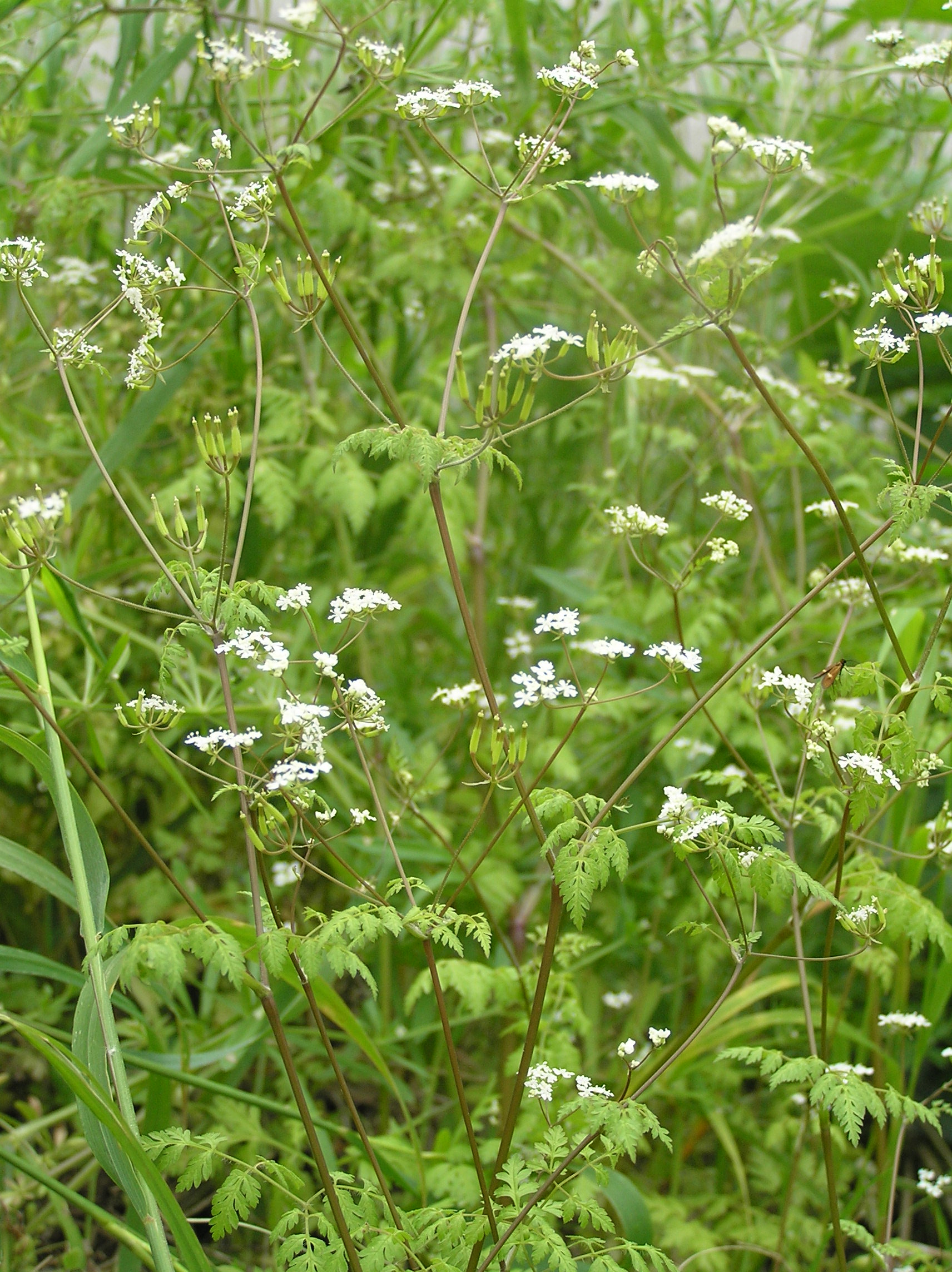
Cerfull (Anthriscus cerefolium)
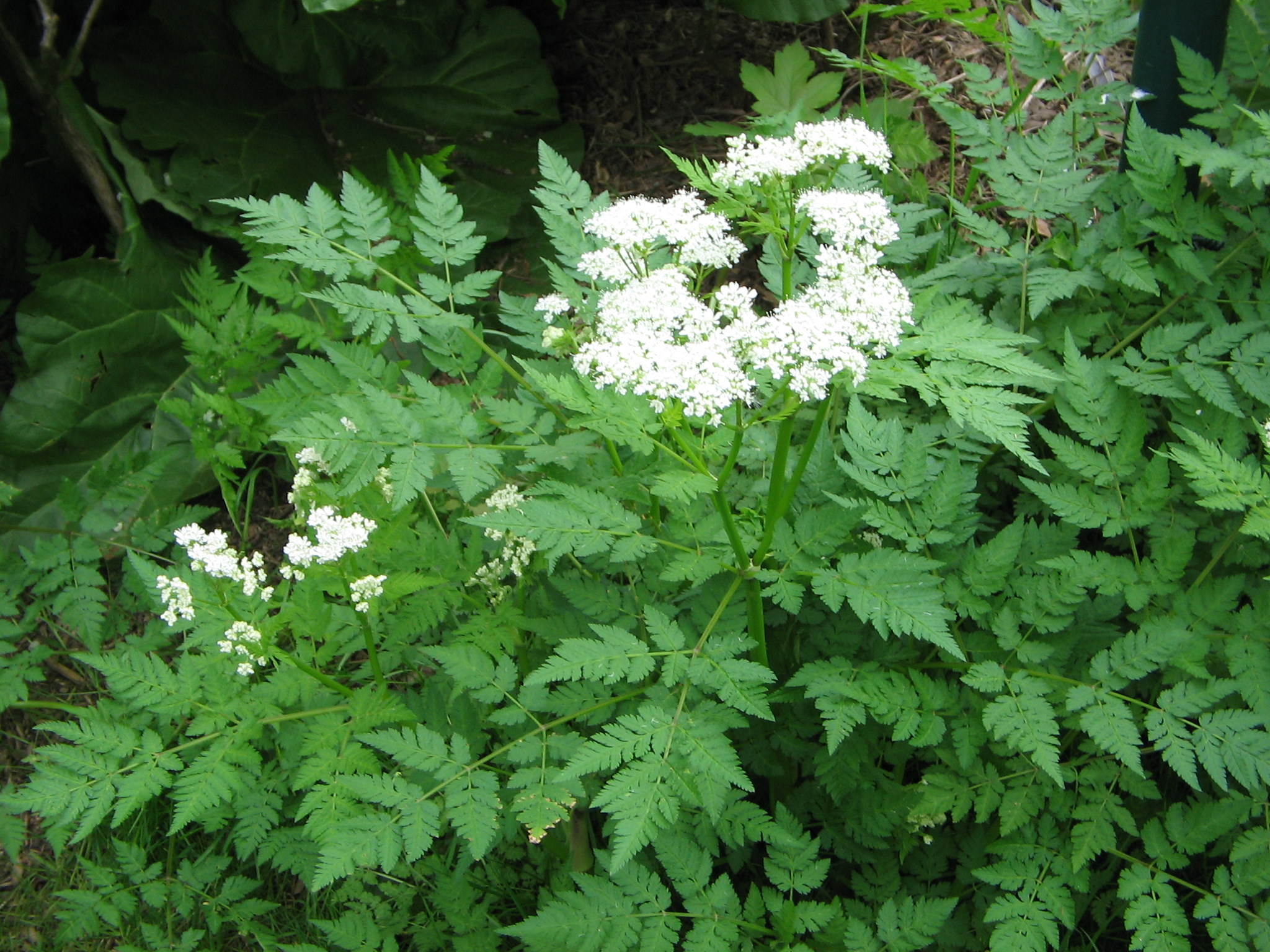
Mirris (Myrrhis odorata)
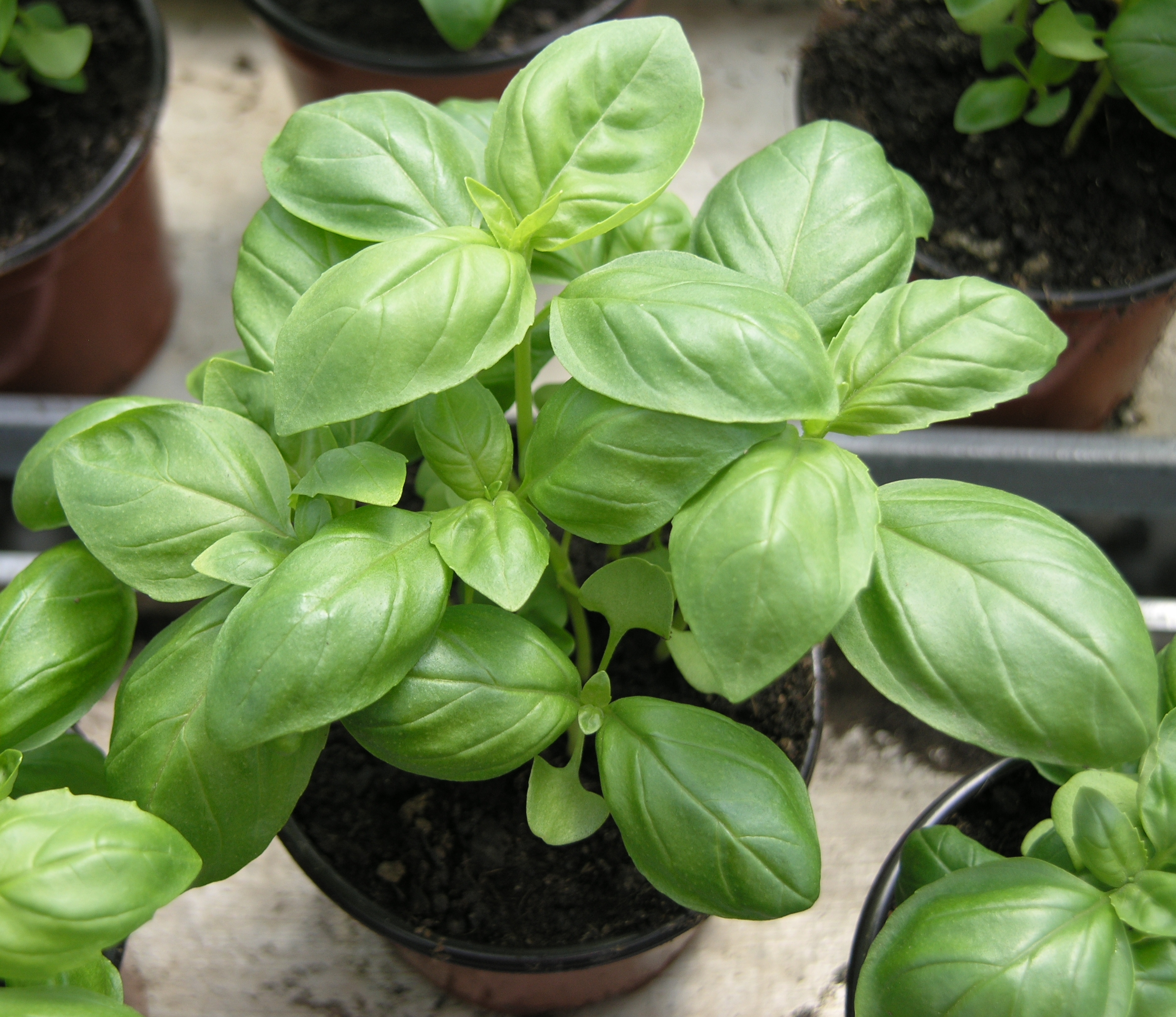
Alfàbega (Ocimum basilicum)
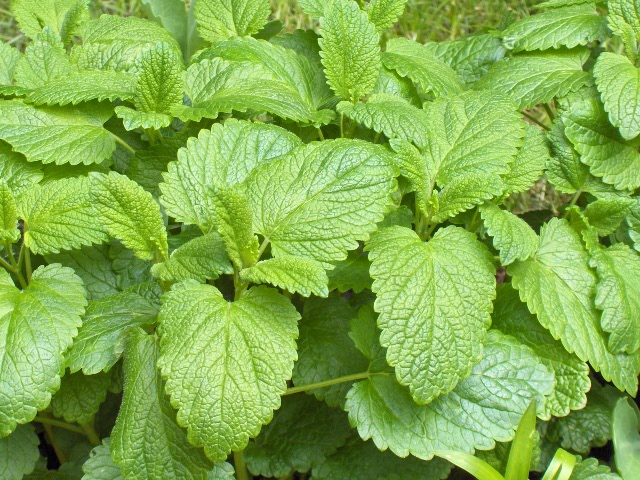
Tarongina o melissa (Melissa officinalis)

### Plantes llenyoses
Algunes plantes aromàtiques formen arbustos baixos i plantes llenyoses. És el cas d'algunes de les Lamiaceae com la farigola, la sàlvia, el marduix, l'orenga, la sajolida o Hyssopus officinalis que formen fusta a la base i que generalment es cullen en l'etapa de brots joves, sense oblidar l'espígol que es cull en les flors.

Algunes lamàcies llenyoses
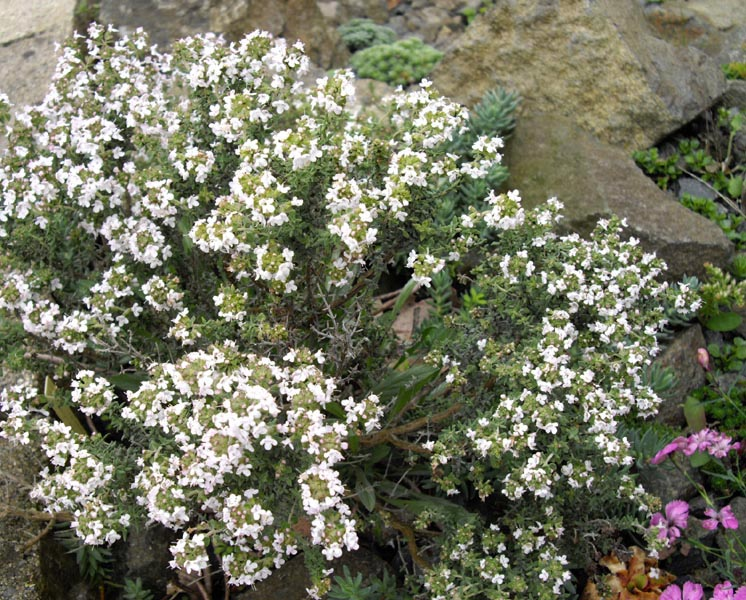
farigola comuna
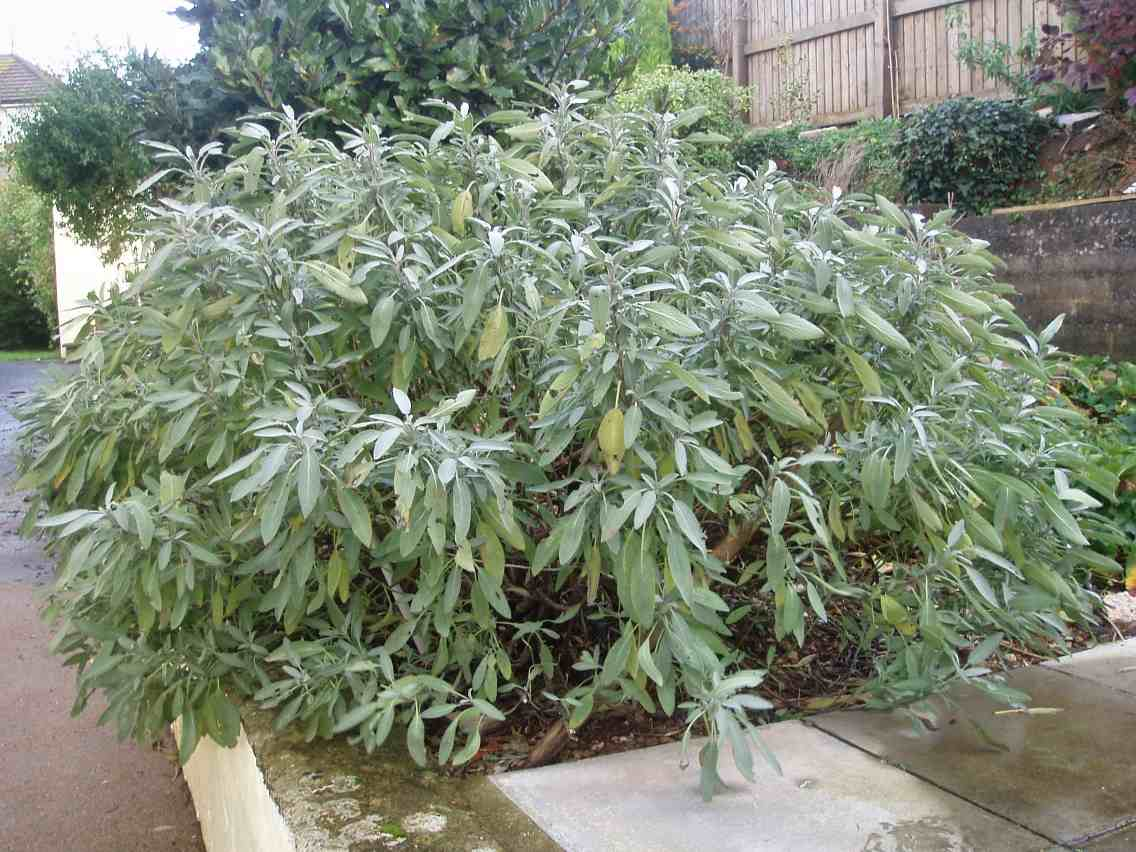
Sàlvia
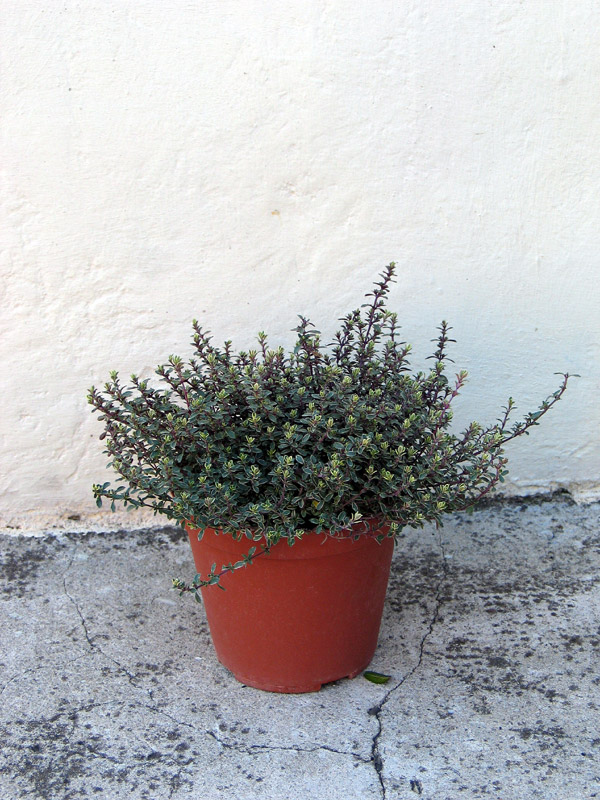
Marduix
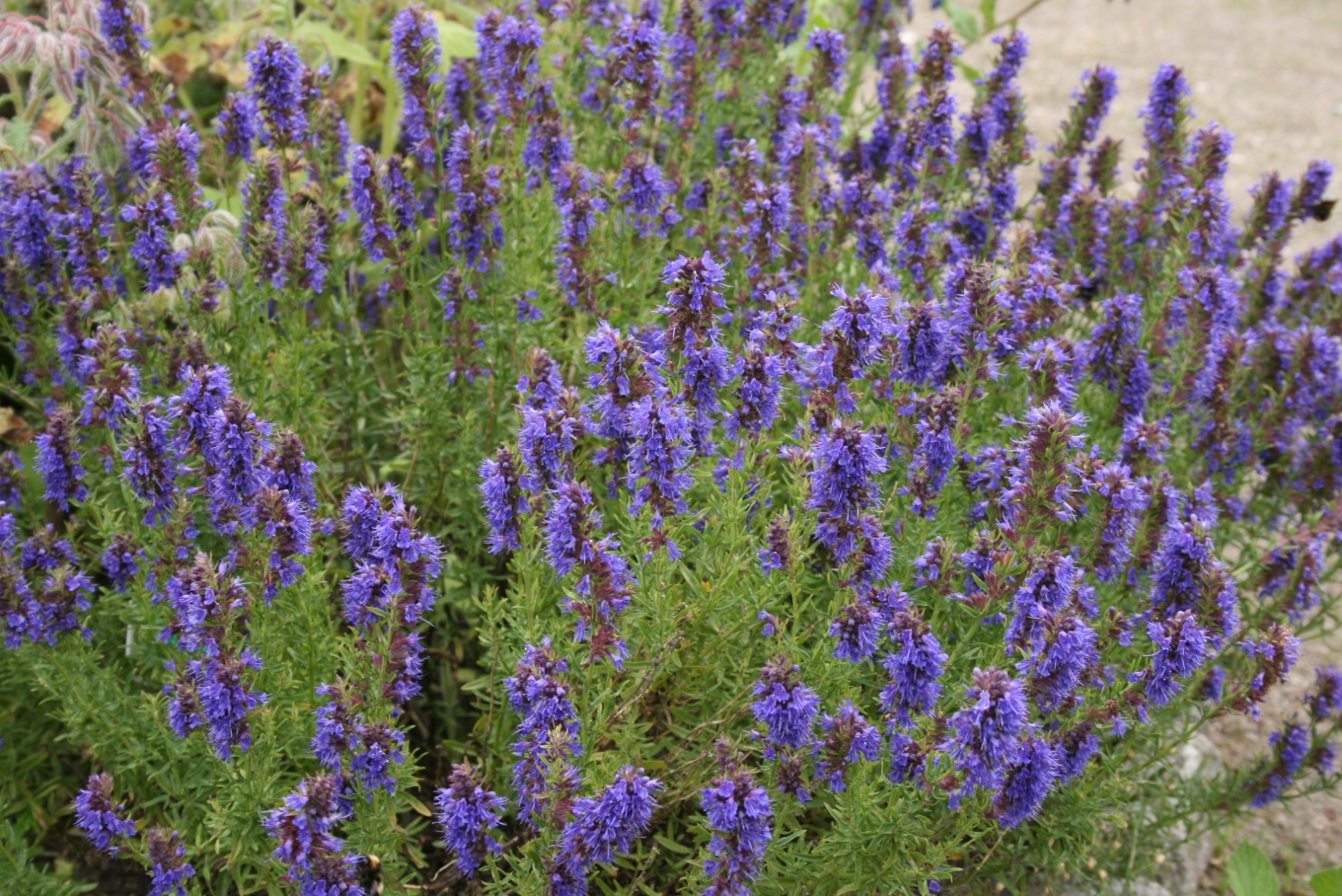
Hyssopus officinalis
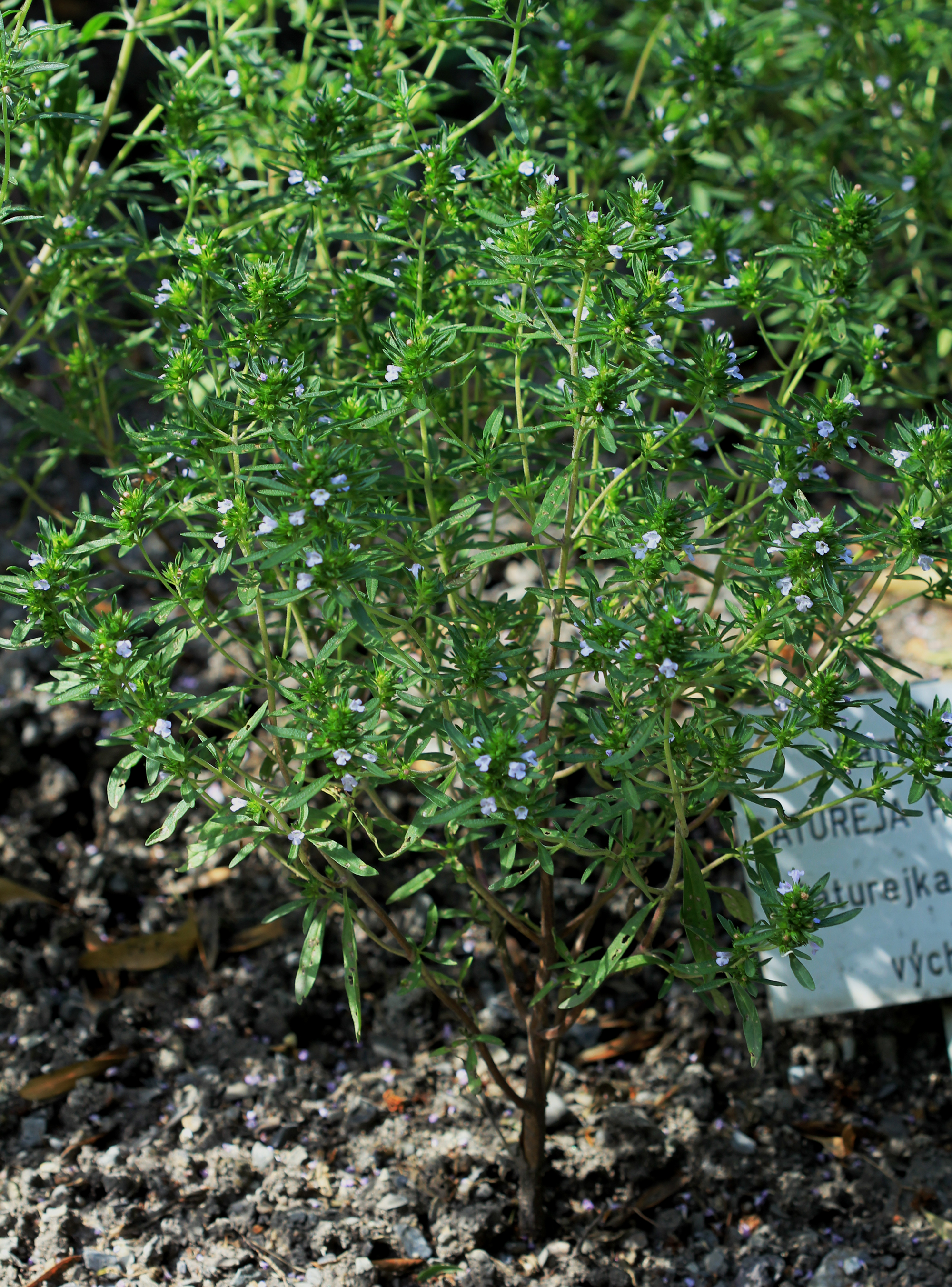
Sajolida
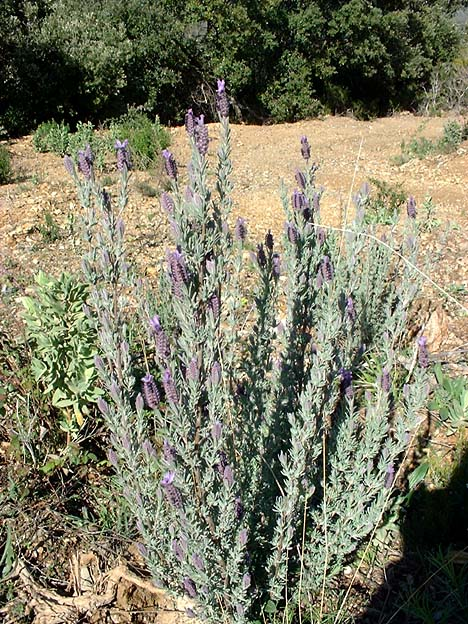
Lavanda

Les plantes aromàtiques de la família de les Lauràcies esdevenen arbres reals com la salsa de llorer, apreciada per les seves fulles, i els canyellers que es conreen per la seva escorça, en particular la canyella de Ceilan (Cinnamomum verum) que forneix canyella autèntica.

Alguns arbres aromàtics
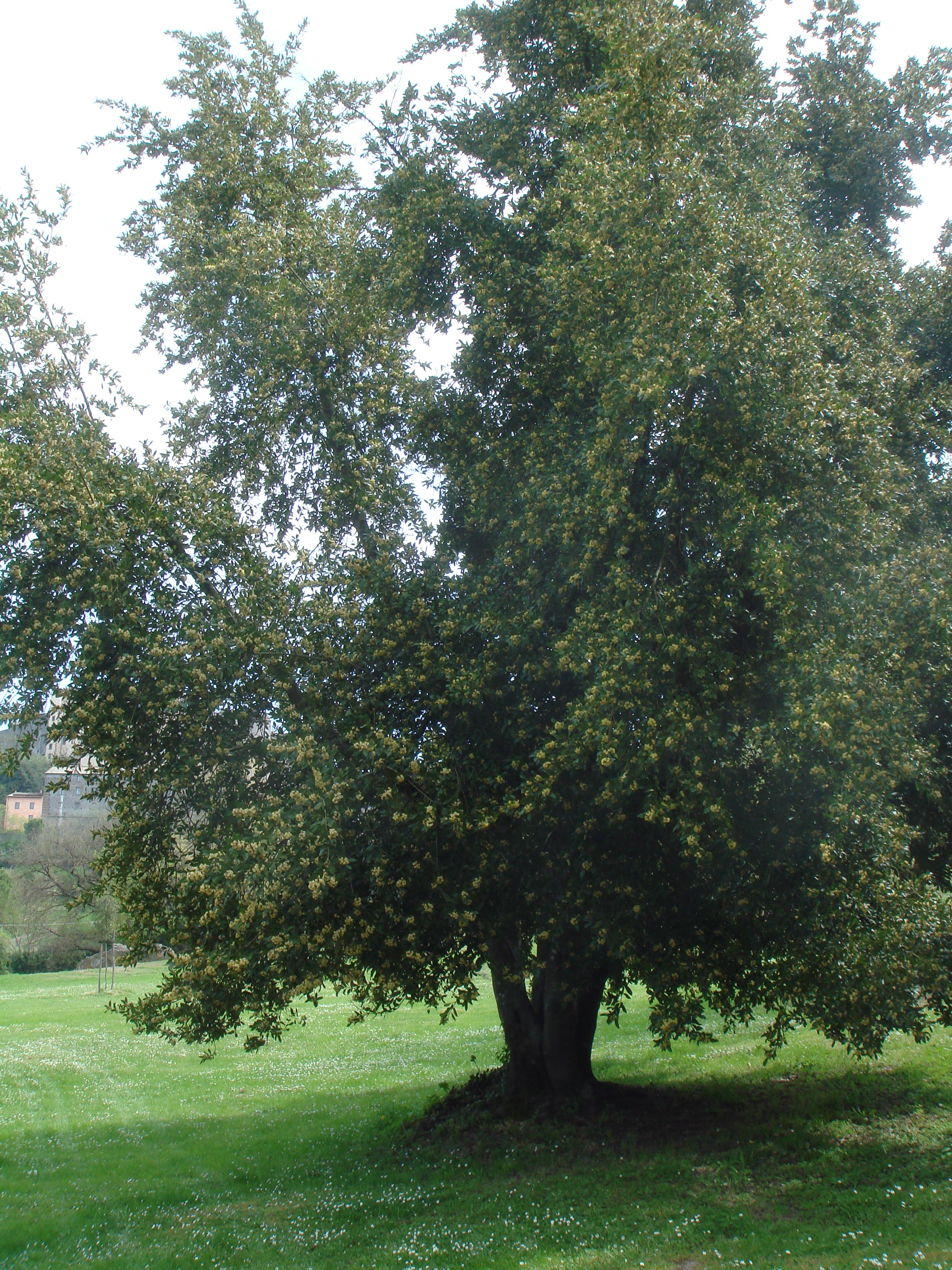
Llorer
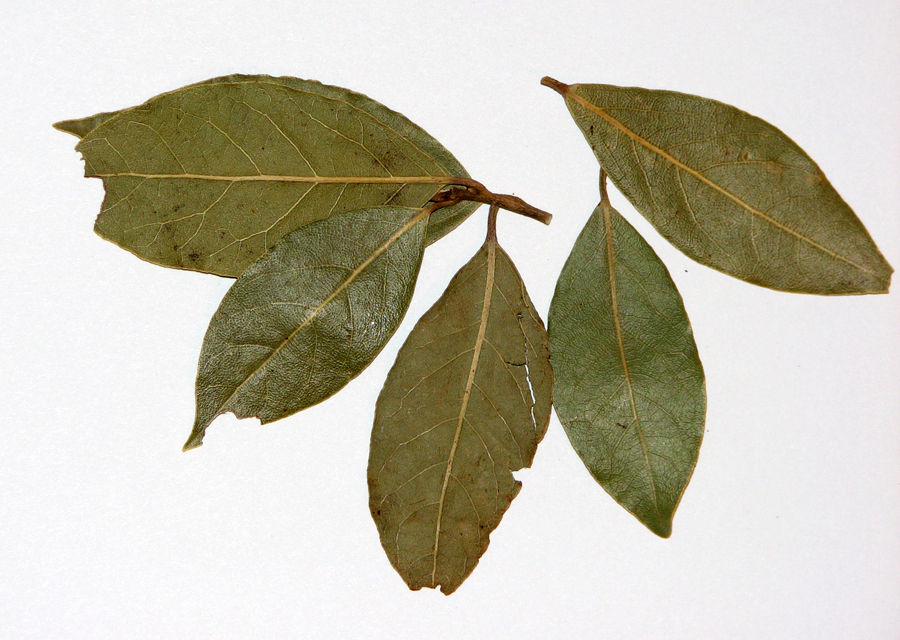
Fulles de llorer
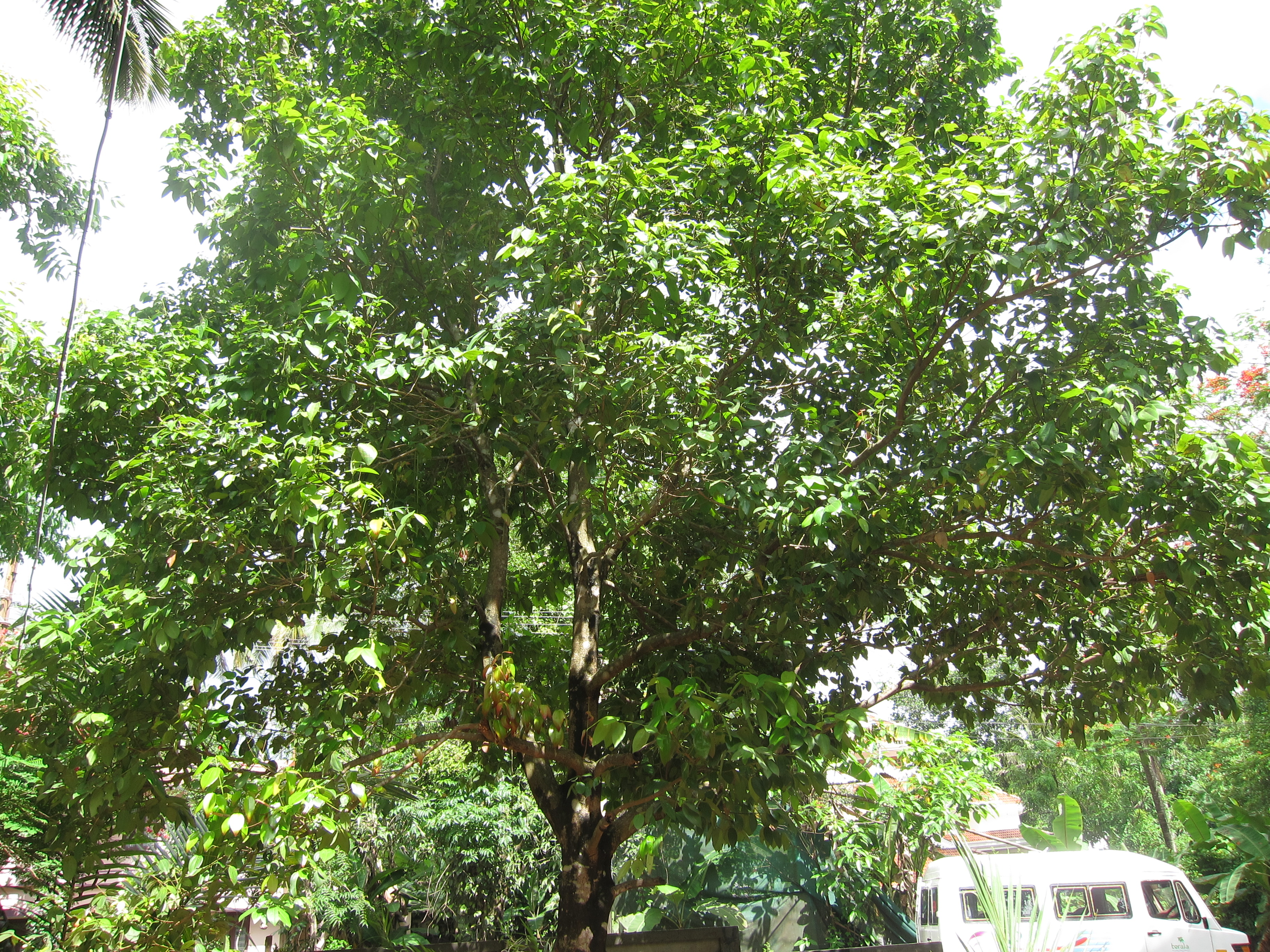
Canyeller
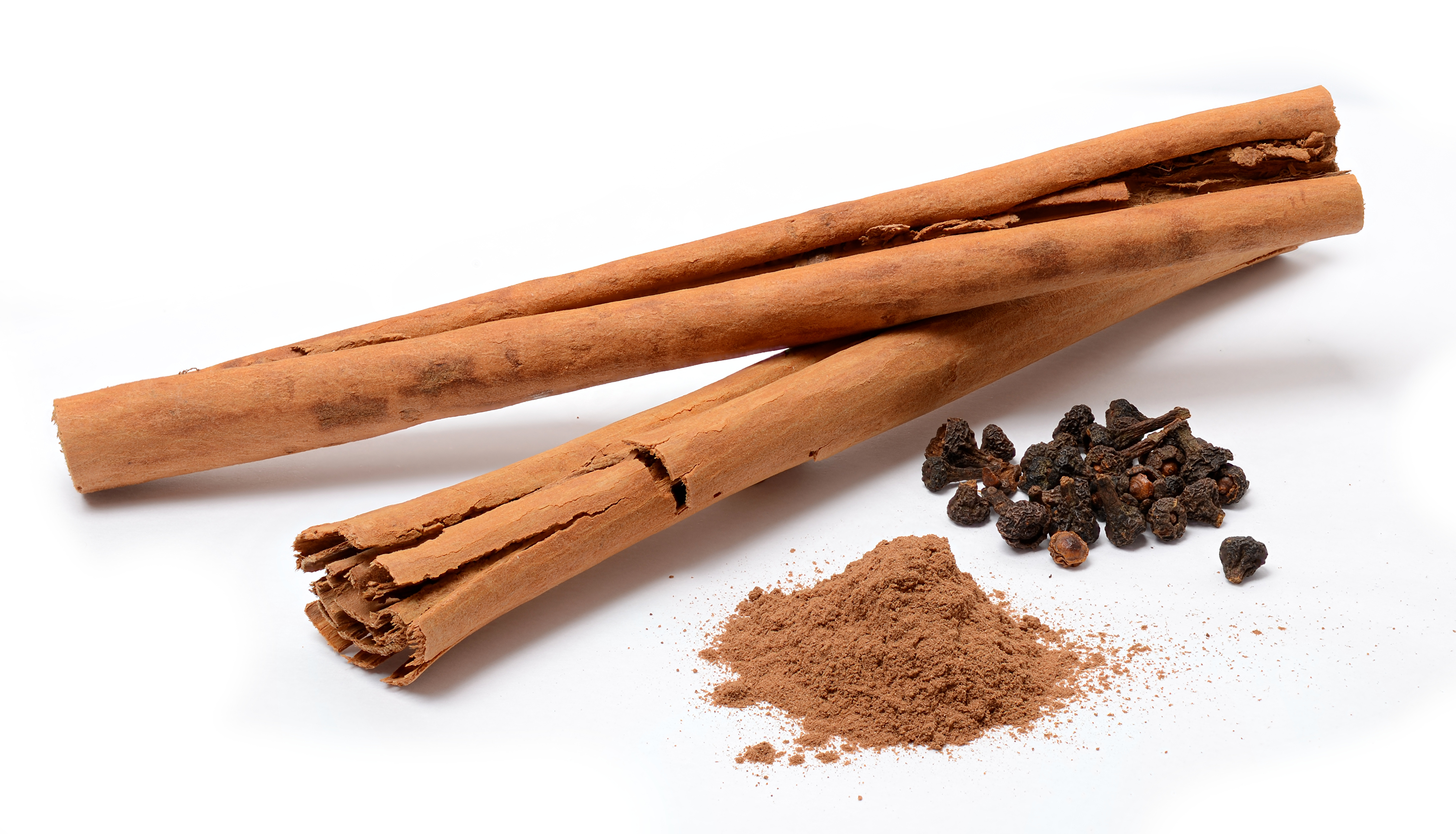
Escorça de la canyella

## Llista de plantes aromàtiques
Segons E. Teuscher, R. Anton i A. Lobstein
- Cítrics
- Bigaradier
- Cédrat
- Llimona
- All
- All d'ós
- Ajowan
- Aneth
- Angèlica
- Anís verd o Anís estrellat (badiana de la Xina)
- Armoise
- Ase fétide
- Galium odoratum
- Abròtan
- Basilic
- Bourrache
- Cannelle
- Câpre
- Tropaeolum
- Cardamome
- Carvi
- Céleri
- Cerfeuil commun
- Myrrhis odorata
- Ciboule
- Ciboulette
- Cymbopogon
- Coriandre
- Cresson alénois
- Cresson de fontaine
- Cumin
- Curcuma
- Échalote
- Estragon
- Faux-poivre
- Fenouil
- Fenugrec
- Galanga
- Juniperus communis
- Gingembre
- Girofle
- Houblon
- Hyssopus officinalis
- Laurus nobilis
- Livèche
- Marjolaine
- Mélisse
- Menthes (dont la Mentha spicata, la Menthe bergamote, la Menthe odorante, la Menthe poivrée, la Menthe pouliot, etc.)
- Monarde
- Moutarde blanche
- Moutarde brune
- Nou oscada
- Nigelle cultivée
- Ceba
- Origanum vulgare
- Julivert
- Piment de la Jamaica
- Piments
- Pimpinella
- Porro
- Pebres
- Poivre du Sichuan
- Maniguette ou Poivre maniguette
- Schinus terebinthifolius
- Fals pebrer
- Raifort
- Roucou
- Romaní
- Ruda
- Safrà
- Sajolida
- Sassafras
- Sàlvia
- Sèsam
- Rhus coriaria
- Tamariu
- Tanaisie
- Farigola
- Vainilla
- Aloysia citrodora

Als quals podem afegir:
- Allium tuberosum[7]
- Combava
- Eryngium foetidum
- Houttuynia cordata
- Kaloupilé (referència mancant)
- Lavande (referència mancant)
- Menthe-coq
- Persicaria odorata
- Perilla frutescens (shiso)
- Renouée poivre d'eau
- Serpolet (referència mancant)

## Usos
Durant molt de temps, les herbes van ser poc conegudes en general, excepte la menta, el julivert i l'all. Sovint eren coneguts tan sols localment.
Ja presents en gran nombre als jardins medievals, les plantes aromàtiques de fabricant de condiments o de l'hort d'herbes medicinals són usos habituals per diversos motius.

### Ús culinari

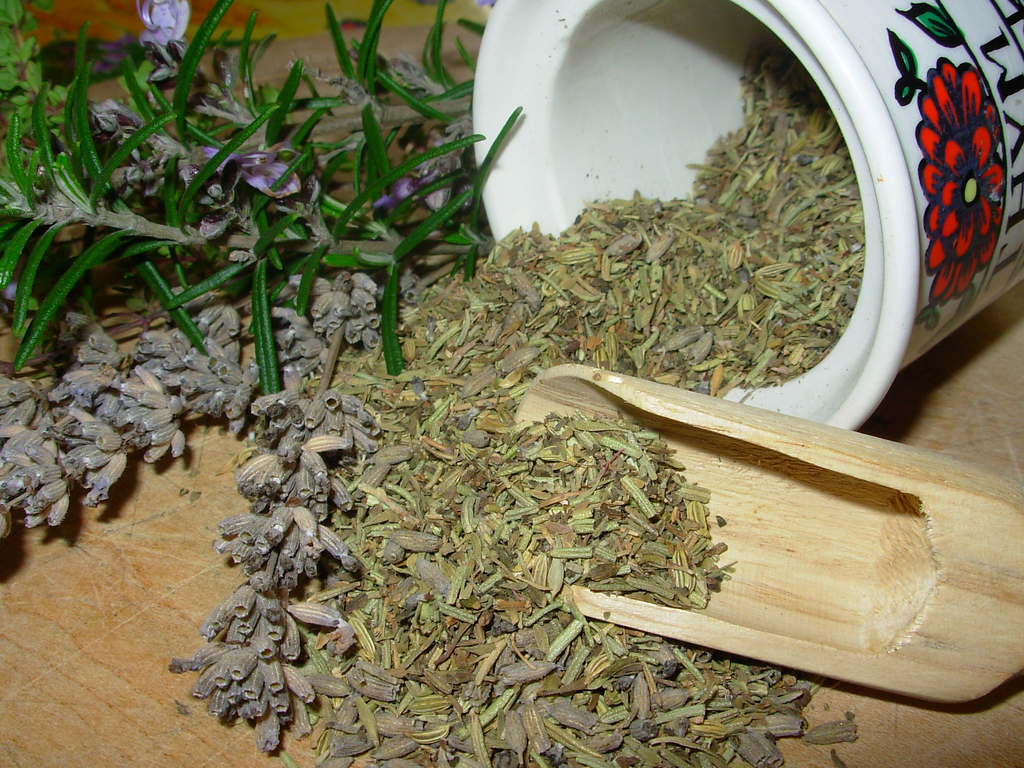
Barreja d'Herbes de Provença

Les plantes aromàtiques donen gust a diversos plats.

#### Llista de mescles
- Bouquet garni
- Fines herbes
- Herbes de Provença
- Pebre de Jamaica

### Begudes

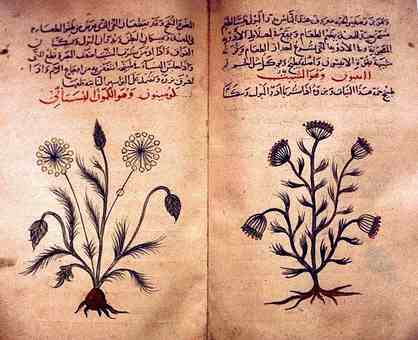
Empre de comí i anet en un manuscrit datat del 1334

Les plantes aromàtiques s'utilitzen en la composició de diverses begudes com infusions d'herbes, xarops o begudes alcohòliques. Per exemple Hyssopus officinalis és un ingredient del pastís, l'aigua de la melissa, l'absenta suïssa, i sobretot de l'elixir de la Grande-Chartreuse i la benedictina .
Les plantes aromàtiques s'utilitzen en la composició de tes d'herbes, pocions, cataplasmes i altres preparacions o medicaments. Formen part dels ingredients de la medicina tradicional i la medicina alternativa, i en forma d'extracte, s'utilitzen en aromateràpia.

### Cosmètics
Les plantes aromàtiques s'utilitzen en la composició de molts productes cosmètics, en forma d'olis essencials, extractes de plantes o herbes liofilitzades.

### Productes derivats

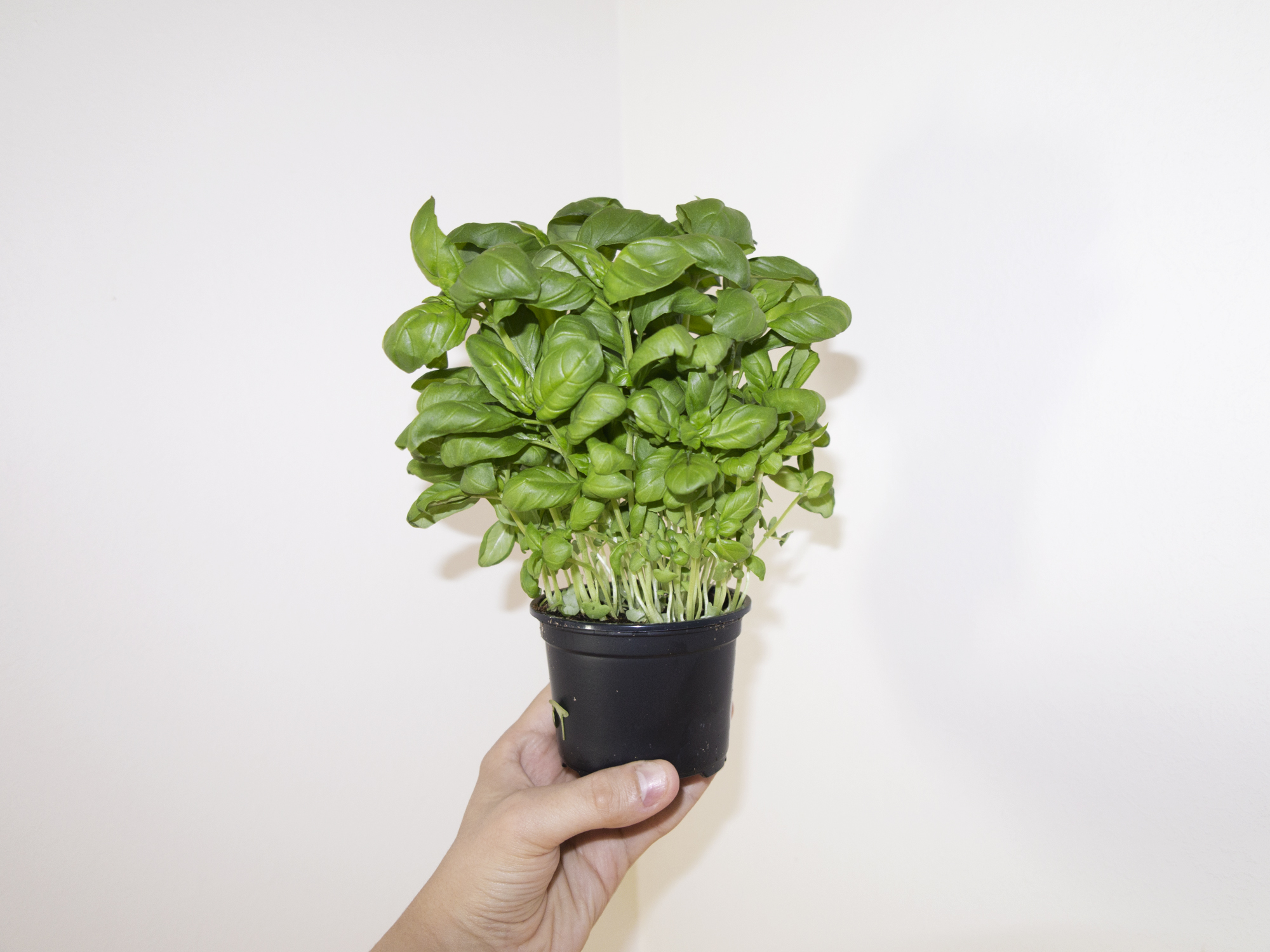
Alfàbrega fresca comercialitzada en pots

Plantes fresques Es venen en raïms o es cultiven i es comercialitzen en test, per ser replantats a terra o utilitzats directament.

#### 
Les Plantes seques herbes seques o liofilitzades tenen un aroma més fort i s'han d'utilitzar amb moderació. També generalment han perdut les seves vitamines, que són fràgils i es deterioren ràpidament.
Reduïts a pols i envasats, s'utilitzen en la composició de diversos preparats.

## Economia
Les principals espècies afectades són : alfàbrega, julivert, farigola, cibulet i menta.